# Viscount of Stormont
Viscount of Stormont ist ein erblicher britischer Adelstitel in der Peerage of Scotland.
Stammsitz der Viscounts ist Scone Palace bei Scone in Perthshire.

## Verleihung
Der Titel wurde er am 16. August 1621 an David Murray, 1. Lord Scone, verliehen. Bereits am 7. April 1605 war ihm, ebenfalls in der Peerage of Scotland, der Titel Lord Scone verliehen worden. Beide Titel wurden mit einer besonderen Regelung zur Erbfolge verliehen. In Ermangelung eigener männlicher Nachkommen waren die Titel nacheinander an seine folgenden Verwandten und deren männliche Nachkommen vererbbar:
1. Sir Mungo Murray, vierter Sohn des John Murray, 1. Earl of Tullibardine;
2. John Murray († 1640), der 1625 zum Earl of Annandale erhoben wurde;
3. Sir Andrew Murray († 1644), der 1641 zum Lord Balvaird erhoben wurde.

Der 1. Viscount starb kinderlos am 27. August 1631, woraufhin der vorgenannte Sir Mungo Murray, als 2. Viscount, die Titel erbte. Dieser starb im März 1642 ohne männliche Erben, woraufhin die Titel an James Murray, 2. Earl of Annandale, den Sohn des vorgenannten John Murray, fielen. Auch er starb kinderlos am 28. Dezember 1658, woraufhin sein Earldom erlosch und die Viscountcy und Lordship an David Murray, 2. Lord Balvaird, den Sohn des vorgenannten Sir Andrew Murray fiel. Dessen Nachkommen haben den Titel bis heute inne.
Der 7. Viscount erbte 1793 von seinem Onkel William Murray, 1. Earl of Mansfield auch den diesem 1792 in der Peerage of Great Britain verliehenen Titel Earl of Mansfield (zweiter Verleihung). Sein Enkel, der 4. Earl und 9. Viscount, erbte 1843 von seiner Großmutter auch den 1776 in der Peerage of Great Britain verliehenen Titel Earl of Mansfield (erster Verleihung). Die Earldoms sind seither vereint, die Viscountcy of Stormont, und die Lordships Scone und Balvaird werden seither als nachgeordnete Titel des jeweiligen Earls geführt. Der jeweils älteste Sohn des amtierenden Earls trägt als dessen voraussichtlicher Titelerbe (Heir Apparent) den Höflichkeitstitel Viscount Stormont.

## Liste der Viscount Stormont (1621)
- David Murray, 1. Viscount of Stormont († 1631)
- Mungo Murray, 2. Viscount of Stormont († 1642)
- James Murray, 2. Earl of Annandale, 3. Viscount of Stormont († 1658)
- David Murray, 4. Viscount of Stormont (um 1636–1668)
- David Murray, 5. Viscount of Stormont (um 1665–1731)
- David Murray, 6. Viscount of Stormont (um 1689–1748)
- David Murray, 2. Earl of Mansfield, 7. Viscount of Stormont (1727–1796)
- David Murray, 3. Earl of Mansfield, 8. Viscount of Stormont (1777–1840)
- William Murray, 3. Earl of Mansfield, 4. Earl of Mansfield, 9. Viscount of Stormont (1806–1898)
- William Murray, 4. Earl of Mansfield, 5. Earl of Mansfield, 10. Viscount of Stormont (1860–1906)
- Alan Murray, 5. Earl of Mansfield, 6. Earl of Mansfield, 11. Viscount of Stormont (1864–1935)
- Mungo Murray, 6. Earl of Mansfield, 7. Earl of Mansfield, 12. Viscount of Stormont (1900–1971)
- William Murray, 7. Earl of Mansfield, 8. Earl of Mansfield, 13. Viscount of Stormont (1930–2015)
- Alexander Murray 8. Earl of Mansfield, 9. Earl of Mansfield, 14. Viscount of Stormont (* 1956)

Heir Apparent ist der Sohn des aktuellen Titelinhabers William Murray, Viscount Stormont (* 1988).